# Yauyupe
Yauyupe è un comune dell'Honduras facente parte del dipartimento di El Paraíso.
Il comune venne istituito il 27 settembre 1875.